# Dace Melbārde
Dace Melbārde (Riga, 3 de abril de 1971) es una política letona. Es miembro de Nueva Unidad, habiendo desertado de la Alianza Nacional en 2022 y fue ministra de cultura de Letonia de 2013 a 2019. En mayo de 2019, en representación del partido político Alianza Nacional, fue elegida miembro del Parlamento Europeo, donde se unió al grupo de los Conservadores y Reformistas Europeos.

## Biografía
Estudió en la 1.º escuela secundaria de Valmiera (1989), la escuela de historia y filosofía de la Universidad de Letonia (Licenciatura en Ciencias de la Historia, 1994), la Academia de Cultura de Letonia (Maestría en teoría cultural, administración y especialidad en historia, 1996) y la Universidad de la Escuela de Economía y Gestión de Letonia (Máster en gestión de empresas, 2001).
Durante el período de 1992 a 1995, fue la principal especialista en educación e información en el Museo Letón de la Guerra. De 1994 a 1996, dirigió un centro cultural en la Escuela de Policía de Letonia. De 1996 a 1999 fue subdirectora del Centro Nacional de Iniciativas Juveniles. Luego, hasta 2004, fue secretaria general de la Comisión Nacional de Letonia de la Unesco. De 2003 a 2005, Presidenta del Consejo para la Conservación y el Desarrollo del Centro Histórico de Riga. De 2004 a 2006, Miembro del Consejo de Ministros Educación para Todos.
De 2004 a 2009 fue subsecretaria de Estado sobre Asuntos de Política Cultural del Ministerio de Cultura de Letonia. Durante el período 2005-2009, fue miembro del consejo artístico del Festival de Danza y Canción de Letonia. Los dos años siguientes ha sido Country Manager del British Council Latvia. En 2011 se convirtió en Directora del Centro Estatal de Educación Artística y Patrimonio Inmaterial. En 2013, se convirtió en Ministra de Cultura de la República de Letonia; ocupó este cargo hasta 2019, cuando fue elegida miembro del Parlamento Europeo.
En 1999 y 2000 fue galardonada por el Ministerio de Educación y Ciencia de la República de Letonia por su Contribución al Desarrollo de la Política de Juventud en Letonia. En 2002 recibió un reconocimiento del Ministerio de Relaciones Exteriores de la República de Letonia por los Logros en la Construcción del Estado de Letonia. En 2005 fue finalista del Concurso Mundial "Los Jóvenes Sobresalientes" organizado por la Cámara Júnior Internacional, y Ganadora del Concurso Nacional en la nominación “Logros en Cultura”. Recibió el premio del presidente del Parlamento de la República de Letonia por la contribución a la organización de la celebración de canto y danza para niños y jóvenes escolares de Letonia en 2005. Galardonada con el Premio Spīdola por la Fundación Cultural Nacional por la Excelencia en la Gestión de la Cultura en 2005. En 2013 fue galardonada con la Orden de las Tres Estrellas de 4ª clase.

## Acción política
Tras la dimisión de Žaneta Jaunzeme-Grende en octubre de 2013, Melbārde fue confirmada como representante no partidista del Ministro de Cultura de Letonia en el gobierno de Valdis Dombrovskis.
En total ha trabajado como Ministra de Cultura en cinco gobiernos:
- 31 de octubre de 2013 - Ministro de Cultura de la República en el gobierno de Valdis Dombrivskis
- 22 de enero de 2014 - Ministra de Cultura de la República en el gobierno encabezado por Laimdota Straujuma
- 5 de noviembre de 2014 - Ministra de Cultura de la República en el gobierno encabezado por Laimdota Straujuma
- 11 de febrero de 2016 - Ministro de Cultura de la República en el gobierno encabezado por Māris Kučinskis
- 23 de enero de 2019 - Ministro de Cultura de la República en el gobierno encabezado por Arturs Krišjānis Kariņš

Se unió al partido político Alianza Nacional en febrero de 2014. El mismo año fue elegida para el parlamento de Letonia, el Saeima. También fue reelegida para el Saeima en el siguiente mandato. El 22 de agosto de 2022 dejó la Alianza Nacional y se unió a la Nueva Unidad.